# Cay Dietrich Lienau

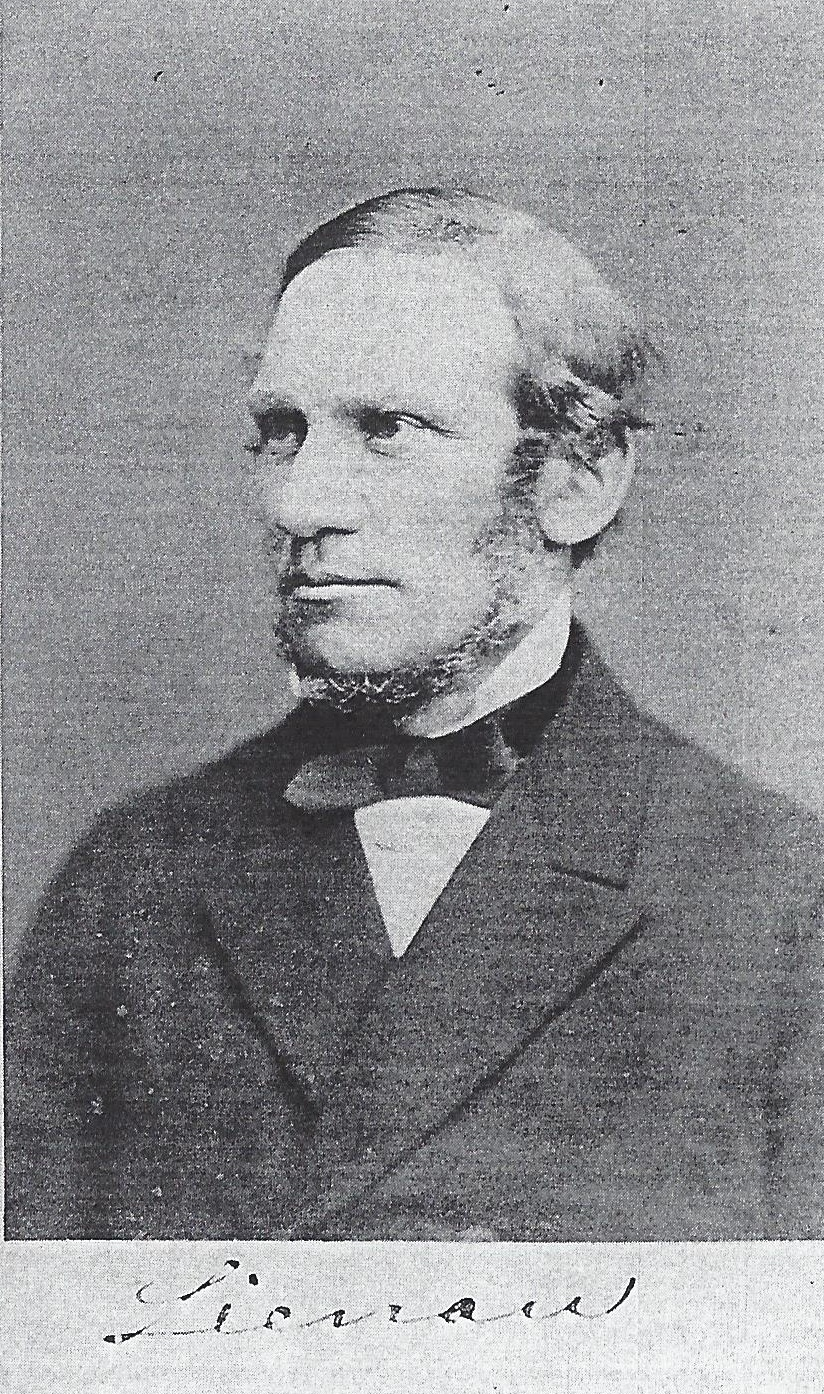
Cay Diedrich Lienau

Cay Dietrich Lienau (* 12. Mai 1821 in Neustadt in Holstein; † 7. August 1878 in Wiesbaden) war ein deutscher Kaufmann in Lübeck. Er saß im Reichstag (Norddeutscher Bund).

## Leben
Sein Vater Jacob Lienau war ein sehr angesehener Kaufmann, der 1878 zum 1. Ehrenbürger in Neustadt in Holstein ernannt wurde.
Cay Dietrich Lienau besuchte Schulen in Neustadt und Hamburg. Er war bei Handelskontoren in deutschen und ausländischen Hafenstädten beschäftigt und gründete 1847 in Lübeck  die Getreidehandlung C. D. Linau. Er war von 1864 bis 1869 Mitglied des Lübecker Handelsgerichts. Von 1864 bis zu seinem Ableben saß er in der Lübecker Bürgerschaft. Von 1865 bis 1874 war er Präses der Kaufmannschaft zu Lübeck.
Die Nationalliberale Partei entsandte ihn für den Reichstagswahlkreis Hansestadt Lübeck nach einer Ersatzwahl 1868 als Abgeordneten in den Reichstag des Norddeutschen Bundes. Als Reichstagsabgeordneter wurde er auch Mitglied des Zollparlaments.
Cay Diedrich Lienau war ein Sohn Lienaus.

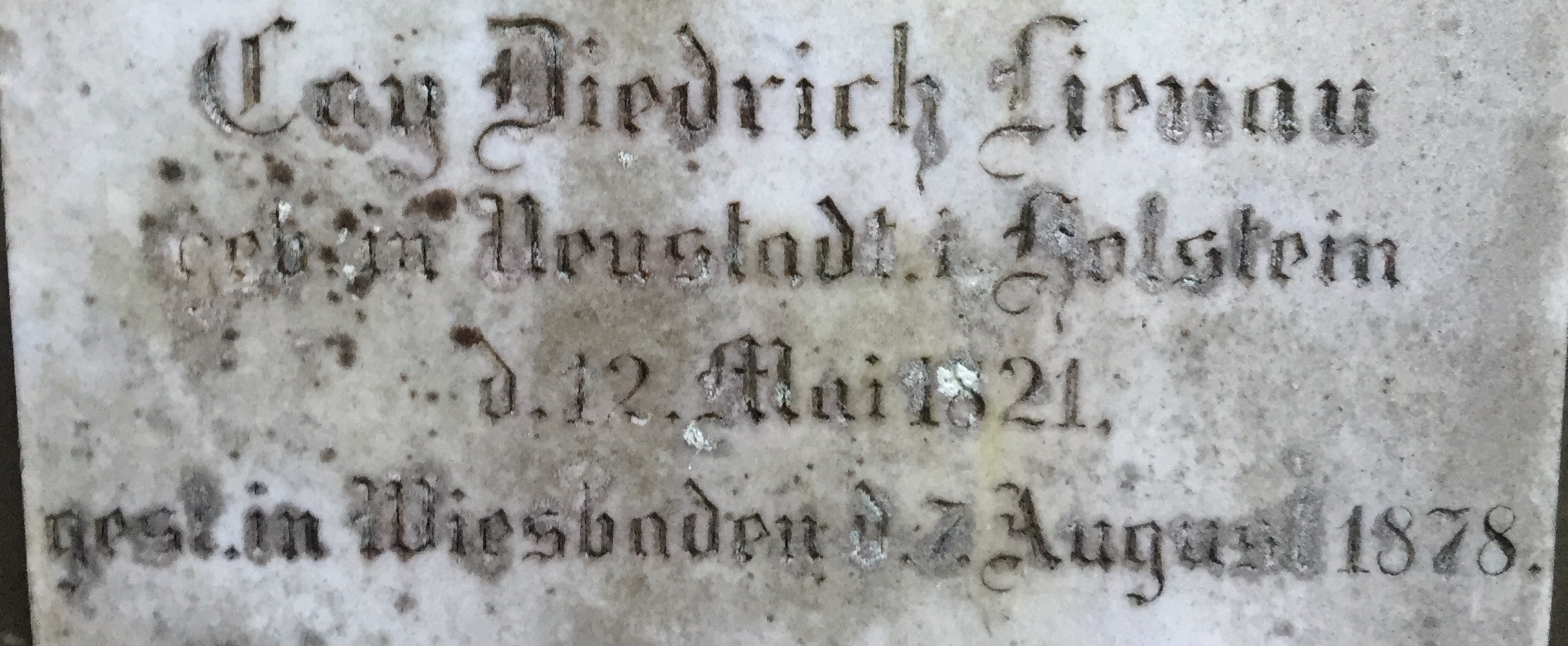
Grabinschrift Cay Diedrich Lienau